# درجه (موسیقی)

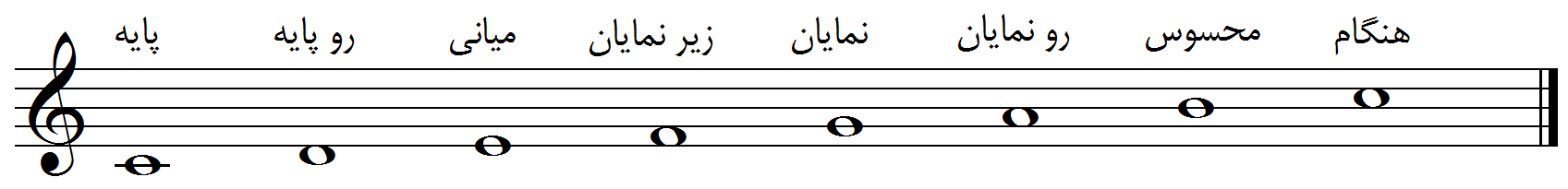
درجه‌های گام دیاتونیک دو ماژور

در تئوری موسیقی، به هر یک از نت‌های پیاپی که یک گام را تشکیل می‌دهند یک درجه گفته می‌شود.
تعداد درجات یک گام می‌تواند متفاوت باشد. در گام دیاتونیک که رایج‌ترین گام در موسیقی غربی است؛ مثلاً گام دو ماژور از نت دو (درجهٔ یکم) شروع می‌شود و پس از گذر از درجه‌های دوم تا هفتم، به نتِ دوی بعدی (درجهٔ هشتم) می‌رسد. اما در کشورهایی نظیر چین یا ژاپن گام پنج‌درجه‌ای مرسوم است که در آن فاصلهٔ بین نتِ دو تا نت دوی بعدی تنها شامل چهار درجهٔ دیگر است.

## گام دیاتونیک
هر گام دیاتونیک دارای هفت درجه است. درجه‌ها و نقش آکورد در گام، به سه شکل نمایش می‌یابند:
- با استفاده از اعداد رومی: VII ،VI ،V ،IV ،III ،II ،I
- با استفاده از اعداد عربی (۱، ۲، ۳، ۴، ۵، ۶، ۷) یا نامشان (یکم، دوم، سوم، چهارم، پنجم، ششم، هفتم)
- با استفاده از نامشان: پایه، روپایه، میانی، زیرنمایان، نمایان، رونمایان، محسوس، هنگام

در گام‌های دیاتونیک، درجات اول، چهارم و پنجم را درجات اصلی می‌نامند و درجات دوم، سوم، ششم و هفتم را درجات فرعی نام می‌دهند.
| درجه  | نام درجه   | مد مربوط به این درجه در | مد مربوط به این درجه در | نام‌های دیگر                  | نت در    | نت در    |
| درجه  | نام درجه   | دو ماژور                | دو مینور                | نام‌های دیگر                  | دو ماژور | دو مینور |
| ----- | ---------- | ----------------------- | ----------------------- | ---------------------------- | -------- | -------- |
| یکم   | پایه       | یونین                   | ائولین                  | مرکز تونال، نت فینال         | دو       | دو       |
| دوم   | رو پایه    | دورین                   | لوکرین                  | مرحله بالاتر از تونیک        | ر        | ر        |
| سوم   | میانی      | فریژین                  | یونین                   | نت دو گام نسبی آن است        | می       | می بمل   |
| چهارم | زیر نمایان | لیدین                   | دورین                   | سومین نت مهم گام بعد از پایه | فا       | فا       |
| پنجم  | نمایان     | میکسولیدین              | فریژین                  | دومین نت مهم گام بعد از پایه | سل       | سل       |
| ششم   | رو نمایان  | ائولین                  | لیدین                   | نت پایه گام مینور نسبی       | لا       | لا بمل   |
| هفتم  | محسوس      | لوکرین                  | میکسولیدین              | نزدیک‌ترین نت به نت پایه      | سی       | سی بمل   |
| هشتم  | هنگام      | یونین                   | ائولین                  | مرکز تونال، نت فینال         | دو       | دو       |